# 62 (število)
62 (dváinšéstdeset) je naravno število, za katero velja velja 62 = 61 + 1 = 63 - 1.

## V matematiki
- sestavljeno število.
- polpraštevilo.
- Ulamovo število {\displaystyle 62=26+36\,\!}.
- ne obstaja noben takšen cel x, da bi veljala enačba φ(x) = 62.
- število stranskih ploskev rombiikozidodekaedra.
- število stranskih ploskev prisekanega ikozidodekaedra.

## V znanosti
- vrstno število 62 ima samarij (Sm).

## Drugo

### Leta
- 462 pr. n. št., 362 pr. n. št., 262 pr. n. št., 162 pr. n. št., 62 pr. n. št.
- 62, 162, 262, 362, 462, 562, 662, 762, 862, 962, 1062, 1162, 1262, 1362, 1462, 1562, 1662, 1762, 1862, 1962, 2062, 2162